# 佐藤仁哉
佐藤 仁哉（さとう じんや、1952年12月26日 - ）は、日本の俳優。本名同じ。新倉事務所に所属した後、現在はI・T企画所属。

## 来歴・人物
岩手県釜石市出身。
中学在学中に父の転勤によって一家で東京都へ転居。劇団日本児童に所属して活動し、高校在学中の1969年に東宝映画『バツグン女子高校生 16才は感じちゃう』（公開は翌年）で本格デビュー。
1975年、特撮テレビドラマ『正義のシンボル コンドールマン』（NET）で初主演を果たし、1976年、テレビ小説『絹の家』（TBS）の坊ちゃん役で注目される。1978年には映画『人間の骨』の主役に抜擢（）された。以降、刑事ドラマや時代劇で善人から悪人まで幅広く演じ分ける。特に、東海テレビ制作の昼ドラマには常連として多数の作品に出演し、さまざまな役柄を演じた。
また、映画『サーキットの狼』（東映）への出演がきっかけで、26歳でプロレーサー・デビューし、3年に亘って活躍。富士フレッシュマンレースで優勝するなど、好戦績を残している。
趣味は、カメラ、アウトドアスポーツ、ゴルフ、スキー、水泳、ギター、ドラム、イタリア料理。特技は、歌、A級ライセンス、スポーツ、音楽。既婚で一男あり。

## エピソード
『仮面ライダーV3』など、『正義のシンボル コンドールマン』以前にも複数のオーデイションを受けていた。『コンドールマン』のオーディションでも落ちると思っていたが、最終選考で『コンドールマン』の原作者である川内康範に赤坂のホテルに呼び出され、川内から目の上と口を隠すポーズを取っただけで即決したときは呆然としたと述懐している。
『コンドールマン』の愛車・マッハコンドルのカースタントは全てこなしていた。
監督の村石宏實とは村石が助監督だった時期より親交があり、映画『人間の骨』への出演を勧めたのは村石だった。

## 出演

### テレビドラマ
- 太陽にほえろ!（NTV / 東宝）
  - 第15話「拳銃とトランペット」（1972年） - サチオ
  - 第74話「ひとりぼっちの演奏会」（1973年） - 川合隆夫
  - 第193話「二人の刑事」（1976年） - 戸田武夫
  - 第309話「危険な時期」（1978年） - 岡部健
  - 第350話「高校時代」（1979年） - 谷村昭一
  - 第618話「コンピューター計画」（1984年） - 畑山仁
  - 第635話「いい加減な女」（1985年） - 川井登
  - 第675話「死にゆく女のために」（1985年） - 坂本
  - 太陽にほえろ!PART2 第4話「俺は殺された」（1986年） - 坂井和人
- どっこい大作 第3話「成せば成る?!」（1973年、NET / 東映） - 大垣時夫
- GO!GOスカイヤー 第5話「空中爆破5秒前」（1973年、CX / 大映テレビ）
- ロボット刑事 第8話「雷が殺した?!」（1973年、CX / 東映） - 秋月次郎
- イナズマンF 第19話「レッドクイン 暗殺のバラード」（1974年、NET / 東映） - 哲也
- 特別機動捜査隊 第677話「十円玉の謎」（1974年、NET / 東映） - 宮園良太
- ご存じ金さん捕物帳 第15話「罪と情けの重ね底」（1975年、NET / 東映）
- 正義のシンボル コンドールマン（1975年、NET / 東映） - 主演・三矢一心 / コンドールマン
- TOKYO DETECTIVE 二人の事件簿 第19話「暁の非常線」（1975年、ABC / 大映テレビ）
- Gメン'75（TBS / 東映）
  - 第16話「Gメン皆殺しの予告」（1975年） - 過激派学生
  - 第18話「警察の中のギャング」（1975年） - 高見沢竜一
  - 第27話「東京 - 札幌・刑事の道」（1975年） - 竜門浩治
  - 第52話「唇の中の拳銃」（1976年） - 須藤三男
  - 第62話「深夜放送ジャック」（1976年） - 柿沼次郎
  - 第101話「切り裂きジャック連続殺人事件」（1977年） - 長尾豊
  - 第109話「新東京国際空港の悪霊」（1977年） - 港栄一
  - 第167話「交通違反者の復讐」（1978年） - 佐々木（佐野）俊夫
  - 第205話「新Gメン対ニセ白バイ警官」（1979年） - 遊佐
  - 第216話「口裂け女連続殺人事件」（1979年） - 小沢宏の兄
  - 第242話「美女たちの密室殺人」（1980年） - 健次
  - 第270話「香港カラテ殺人旅行」（1980年） - 眉村
- 刑事くん 第3部 第52話「ボクらは兄弟」（1975年、TBS / 東映）
- 金曜ドラマ / ガラスの森（1975年 - 1976年、TBS）
- 夜明けの刑事（TBS / 大映テレビ）
  - 第59話「恋人は殺人犯ではないわ!!」（1976年）
  - 第105話「あたし幸せになれますか?」（1977年）
- 事件ファイル110 甘ったれるな 第8話「女子高生・愛と憎しみと」（1976年、TBS / 松竹）
- ポーラテレビ小説 / 絹の家（1976年、TBS） - 大内友則
- 東芝日曜劇場
  - ぼくの妹に（1976年、TBS） - 北川
  - 帰郷（1977年、HBC） - 主演・勇次
- 白い秘密（1976年 - 1977年、TBS / 松竹） - たかし
- 銭形平次（CX / 東映）※大川橋蔵版
  - 第557話「みそっかすの唄」（1977年） - 清次郎
  - 第600話「陽にそむく女」（1977年） - 佐吉
  - 第632話「土俵に賭ける二人」（1978年） - 源太
  - 第669話「雨の中に消えた女」（1979年） - 信吉
  - 第681話「人情・一番花火」（1979年） - 佐吉
  - 第694話「狙われた八五郎」（1979年） - 巳之吉
  - 第721話「ひとりぼっちの反抗」（1980年） - 文次
  - 第735話「呪われた蔵の中」（1980年） - 市松
  - 第770話「禁じられた恋人たち」（1981年） - 政吉
  - 第818話「五年目の恩讐」（1983年） - 清太郎
  - 第888話「ああ十手ひとすじ!! 八百八十八番大手柄」（1984年） - い組の若衆
- 白い波紋（1977年、TBS / 松竹）
- 必殺シリーズ（ABC / 松竹）
  - 新・必殺仕置人 第18話「同情無用」（1977年） - 礼二郎
  - 翔べ! 必殺うらごろし 第17話「美人画から抜け出た女は何処へ?」（1979年） - 雪之介
  - 必殺仕事人（1980年）
    - 第37話「落し技替え玉斬り」 - 沢田弥四郎
    - 第62話「恨み技悲愁稲妻刺し」 - 越川伊織

  - 必殺仕舞人 第3話「織姫悲しや群上節」（1981年） - 音松
  - 新・必殺仕事人 第27話「主水泣いて減食する」（1981年） - 俊平
  - 必殺仕事人III 第7話「捨て子をされたのは三味線屋の勇次」（1982年） - 芳松
  - 必殺仕切人 第9話「もしも女房が裸婦モデルになったら」（1984年） - 菊之介
  - 必殺剣劇人 第2話「おととい来やがれ!」（1987年） - 音松
- あかね雲（1977年、CBC）
- 気まぐれ本格派 第10話「妹十八今ごろハシカ」（1977年、NTV / ユニオン映画）
- 特捜最前線（ANB / 東映）
  - 第43話「通り魔・長距離ランナーを追え!」（1978年） - 立原猛
  - 第59話「制服のテロリスト達!」（1978年） - 今村明夫 巡査
  - 第87話「母・殺意のカンバス!」（1979年） - 榊原幸一
  - 第153話「上野発“幻”駅行!」（1980年）
  - 第338話「午前0時30分の証言者!」（1983年） - バーのマスター
  - 第455話「絆・ミッドナイトコールに殺しの匂い!」（1986年）
  - 第506話「橘警部・父と子の十字架」、第507話「桜井警部補・哀愁の十字架」（1987年） - 前田
- お昼のテレビ小説 / 赤とんぼ（1978年、THK / 日本現代企画） - 小村哲夫
- 明日の刑事 第25話「一万人マラソン殺人事件」（1978年、TBS / 大映テレビ）
- 大空港 第20話「恐怖の復讐!! 特捜部25時間の斗い」（1978年、CX / 松竹） - 中島修司
- 暴れん坊将軍シリーズ（ANB→EX / 東映）
  - 吉宗評判記 暴れん坊将軍
    - 第29話「大江戸一のドジな掏摸」（1978年） - 長吉
    - 第182話「据膳喰うやつ喰わぬ奴」（1981年） - 磯吉

  - 暴れん坊将軍II
    - 第107話「吉宗 狩り場の標的に起つ!」（1985年） - 江戸屋左馬助
    - 第128話「祭り囃子が刺客を招く!」（1985年） - 弥次郎
    - 第147話「つめたい春の夫婦花!」（1986年） - 久松玄蕃
    - 第181話「夢かるた、師走の謎唄!」（1986年） - 九鬼坂刑部

  - 暴れん坊将軍III 第82話「帰って来た炎の男」（1989年） - 黒川屋栄三郎
  - 暴れん坊将軍IV 第74話「献上雪が飛び散った」（1992年） - 仁科兵庫介家時
  - 暴れん坊将軍V 第18話「熱き血汐の乙女飛脚」（1993年） - 弥市
  - 暴れん坊将軍VI 第21話「愛と憎しみの孤剣」（1995年） - 岡田陣八郎
  - 暴れん坊将軍VII 第4話「花の吉原 空飛ぶおいらん」（1996年） - 大口屋丹次郎
  - 暴れん坊将軍VIII 第18話「口づけが起こした波紋」（1998年） - 赤猫の千蔵
  - 暴れん坊将軍IX 第31話「頑固爺いが一目惚れ! 襲われた蛇の目傘の女」（1999年） - 島崎備後守
  - 暴れん房将軍XI 第5話「爺が引退! 吉宗苦悩の決断」（2001年） - 川瀬但馬守
  - 暴れん房将軍XII 第2話「南紀白浜の謀略! 吉宗の娘を生んだ女?!」（2002年） - 安藤求馬
  - 暴れん坊将軍・春のスペシャル 将軍生母襲撃! 一途な恋に生きる女（2004年）
- 桃太郎侍（1978年、NTV / 東映）
  - 第72話「絵筆に賭けた命」 - 押川春光
  - 第105話「北の岬の渡り鳥」 - 小三郎
- 獅子のごとく（1978年、TBS / テレビマンユニオン） - 金田一京助
- 水戸黄門（TBS / C.A.L）
  - 第9部 第5話「黄門様のそっくりさん -仙台-」（1978年） - 加曽我部主計
  - 第12部 第22話「秘伝の薬で悪退治 -富山-」（1982年） - 清吉
  - 第14部 第26話「湯けむり格さん子守唄 -山中-」（1984年） - 清太郎
  - 第19部 第6話「因業爺は瓜二つ -仙台-」（1989年） - 堀田右一郎
  - 第22部 第30話「黄金の島の鬼退治 -佐渡-」（1993年） - 虎一
  - 第23部
    - 第14話「母を慕った逃亡者 -敦賀-」（1994年） - 唐崎
    - 第36話「迷子になった黄門様 -岐阜-」（1995年） - 岩瀬秀之丞

  - 第27部 第5話「美人に化けた大盗っ人 -山形-」（1999年） - 南斗
  - 第30部 第3話「肝っ玉おかみの決闘 -喜連川-」（2002年） - 三浦甚五
  - 第31部 第1話「水戸黄門 -水戸・江戸-」（2002年） - 桜甚十郎
  - 第32部 第17話「老公を叱った娘漁師 -磐城-」（2003年） - 野川幾造
  - 第33部 第10話「やんちゃ姫の姉探し -宇和島-」（2004年） - 杉本主膳
  - 第34部 第8話「荒くれ旅籠に咲いた花 -花巻-」（2005年） - 新垣加兵衛
  - 第35部 第3話「謎の美女の危険な賭け -高知-」 （2005年） - 田野倉兵衛
  - ナショナル劇場50周年記念特別企画スペシャル（2006年） - 喜志十郎
  - 第36部 第15話「お娟が挑んだ女の決闘 -徳山-」（2006年） - 及川九右衛門
  - 第37部（2007年）
    - 第2話「赤城の山はカカア天下 -前橋-」 - 坂木平蔵
    - 第23話「次期将軍を狙った野望 -水戸・江戸-」 - 嘉兵衛

  - 第40部 第17話「暴かれた芭蕉の正体?! -山中-」（2009年） - 去風
  - 水戸黄門 (BS-TBS版) 第5話「吉姫の母子芝居 -宮崎-」（2019年） - 芝田屋与五郎
- ゴールデンドラマシリーズ / 火炎樹（1978年、CX）
- 江戸の旋風シリーズ（CX / 東宝）
  - 同心部屋御用帳 江戸の旋風IV 第2話「望郷の果て・哀情編」（1978年） - 平八
  - 新・江戸の旋風 第17話「男の掟・女の命」（1980年） - 伊平次
- 西遊記シリーズ（NTV / 東宝）
  - 西遊記 第10話「哀しき王妃 二人の玄奘」（1978年） - 阿斗
  - 西遊記II 第15話「黄金妖怪 婿どの買います」（1980年） - ジョウゲン
- 土曜ワイド劇場（ANB→EX）
  - 目撃者なし（1978年） - 弘
  - 西村京太郎トラベルミステリー 第3作「北帰行殺人事件」（1982年、ABC） - 君島則文
  - 探偵・神津恭介の殺人推理
    - 第3作「魔笛に魅せられた女」（1985年） - 柏木良一
    - 第10作「白魔の歌・南太平洋の楽園 パラオに消えた妹」（1990年） - 鳩村玄太郎

  - 裏窓の花嫁（1986年1月25日）- 伊藤
  - 弁護士・今田一平（ABC）
    - 第2作「ヨロン島の謎」（1986年）
    - 第5作「沖縄デラックスツアー殺人事件」（1989年） - 桂木社長

  - 西村京太郎トラベルミステリー 第12作「みちのく湯けむり殺意の旅」（1987年） - 阿部豊
  - 萩・殺人迷路（1988年） - 辻井
  - X'マスには死化粧を! 光の国のアリス連続殺人（1989年、ABC） - 伊沢圭介
  - 熊本発13時01分“火の山3号”の女（1990年）
  - 混浴露天風呂連続殺人 第9作「宇奈月温泉〜黒部峡谷〜大牧温泉」（1991年、ABC） - 木田義夫
  - 市毛良枝の美女探偵シリーズ 第5作「ドライバースクール殺人事件」（1991年） - 正木照夫
  - 駅弁探偵殺人事件 第1作「婚前カップルとヌードギャルの北陸グルメ旅」（1992年） - 雨宮課長
  - 再会殺人事件 エリート警視と人情弁護士（2002年）
  - 再捜査刑事・片岡悠介 第4作「毛筆に隠された美女連続殺人の謎」（2012年） - 斎藤善次郎
- 大江戸捜査網シリーズ（12ch→TX）
  - 大江戸捜査網
    - 第371話「笑いを売る謎の男」（1978年） - 西脇新之助
    - 第382話「美女誘拐・謎のセリ札」（1979年） - 与吉
    - 第407話「花嫁誘拐 姿なき狼の罠」（1979年） - 久六
    - 第532話「女心が悪を斬る」（1982年） - 弥八
    - 第500話「絶唱!涙に濡れた女郎花」（1983年） - 源治
    - 第627話「俺は殺せない! 涙の雪化粧」（1983年） - 源次

  - 新 大江戸捜査網 第9話「鈴の音は女の涙唄」（1984年） - 一色縫殿助
  - 平成版 第2シリーズ（1991年）
    - 第6話「密通無情」 - 脇田竜太郎
    - 第12話「除夜の鐘 江戸は燃えているか」 - 風の佐平太
- 大河ドラマ（NHK）
  - 草燃える（1979年） - 佐々木定綱
  - 独眼竜政宗（1987年） - 野辺沢能登
  - 春日局 第3話「母子無情」（1989年） - 明智次郎右衛門
- 新五捕物帳（NTV / ユニオン映画）
  - 第58話「ふきっ溜りの青春」（1979年） - 弥助
  - 第81話「涙を捨てて俺は行く」（1979年） - 庄冶
  - 第87話「明日なき恋」（1979年） - 三次
  - 第151話「虫けらの詩」（1981年） - 卯之吉
- 平岩弓枝ドラマシリーズ / 北国から来た女（1979年、CX）
- 鉄道公安官 第10話「それは車中で起った」 （1979年、ANB / 東映） - 菊田
- 日本名作怪談劇場 / 怪談・牡丹燈籠（1979年、12ch） - 萩原新三郎
- 江戸の激斗 第16話「雪の名なし橋」（1979年、CX / 東宝） - 乙松
- 駆け込みビル7号室 第5話「逆転判決! くずされた無罪アリバイ」（1979年、CX / 三船プロ）
- そば屋梅吉捕物帳 第22話「冥土へ走る黄金船」（1980年、12ch / 前進座 / 国際放映） - 多吉
- ザ・スーパーガール 第50話「浮気の代償 お金といのち」（1980年、12ch / 東映）
- 江戸の牙 第24話「栄光なにするものぞ」（1980年、ANB / 三船プロ） - 弥一郎
- 木曜ゴールデンドラマ（YTV）
  - ガン回廊の朝（1980年）
  - さすらいの甲子園（1980年、NTV） - 岡野
  - 虹の果てには 仮説・三億円事件（1980年）
  - 少年はどこに消えた（1981年）
- 大捜査線 第28話「贋札遊戯」 - 第30話「ひとつの愛が死んで……」（1980年、CX / ユニオン映画） - 夏木譲
- 爆走! ドーベルマン刑事 第21話「臆病犬バロンの復活」（1980年、ANB / 東映） - 尾形
- 12時間超ワイドドラマ→新春ワイド時代劇（12ch→TX）
  - それからの武蔵（1981年、中村プロ） - 寺尾信行
  - 竜馬がゆく（1982年、中村プロ） - 乾退助
  - 若き血に燃ゆる〜福沢諭吉と明治の群像（1984年、テレパック）
  - 風雲江戸城 怒涛の将軍徳川家光（1987年） - 名古屋山三郎
  - 織田信長（1994年） - 林美作
  - 徳川剣豪伝 それからの武蔵（1996年） - 林外記
  - 国盗り物語（2005年） - 揖斐五郎光親
- 長七郎天下ご免!（ANB / 東映）
  - 第62話「紅花・たそがれ親不孝」（1981年） - 音吉
  - 第102話「げんこつ涙の子守唄」（1982年） - 圭次
- 悪党狩り 第20話「続・仁義に生きた犬」（1981年、12ch / 松竹） - 伊之助
- 闇を斬れ 第2話「春風に泣いた血汐花」（1981年、KTV / 松竹） - 清太郎
- 鬼平犯科帳 第2シリーズ 第18話「密告」（1981年、ANB / 東宝 / 中村プロ）
- 江戸の用心棒 第3話「娘が消えた」（1981年、CX / 東宝） - 喜八
- 時代劇スペシャル（CX）
  - 宿命剣 鬼走り（1981年） - 伊部伝七郎
  - おんな牢秘抄（1983年） - 政次
- お命頂戴! 第1話「変幻葵殺法 最後の哀しき抱擁」（1981年、TX / 歌舞伎座テレビ）
- 幻之介世直し帖 第4話「はやぶさが挑んだ大爆発の罠」（1981年、NTV / 国際放映） - 関口一郎太
- 文吾捕物帳 第22話「皆殺しの赤い罠」（1982年、ANB / 三船プロ） - 岩吉
- 松平右近事件帳 第20話 「宝船、地獄行き」（1982年、NTV / ユニオン映画） - 巳之吉
- ザ・ハングマンII 第20話「美人姉妹の危険な就職」（1982年、ABC / 松竹） - 田沢保夫
- 西部警察シリーズ（ANB / 石原プロ）
  - 西部警察 PART-II 第28話「涙は俺がふく」（1982年） - 工藤潤一
  - 西部警察 PART-III 第63話「母と子の約束」（1984年） - 下山竜治
- 鬼のいぬ間に（1982年 - 1983年、THK）
- 御宿かわせみ 第2シリーズ 第14話「油屋殺人事件」（1983年、NHK） - 新吉
- 柳生十兵衛あばれ旅 第23話「亡霊が愛した娘」（1983年、ANB / 東映） - 源之助
- 右門捕物帖 第25話「八丁堀から消えた男」（1983年、NTV / ユニオン映画） - 沢田清次郎
- 眠狂四郎無頼控 第8話「悪魔儀式いけにえの女」（1983年、TX / 歌舞伎座テレビ） - 諏訪新之助
- ザ・サスペンス / あなたの声が見えない（1984年、TBS）
- 女捜査官シリーズ（ABC / テレパック）
  - 人妻捜査官 第9話「疑惑!? 仕掛けられた沖縄ハネムーン」（1984年）
  - 女ふたり捜査官 第2話「スキャンダル消去殺人」（1986年）
- 火曜サスペンス劇場（NTV）
  - 獣の償い（1984年） - 服部
  - 父にかかる電話（1985年）
  - 絢爛たる欲望（1987年）
  - おつかれ三人旅 妻愛人同伴殺人ツアー（1987年）
  - 盲目のピアニスト（1987年） - 奥野史郎
  - 弁護士・朝日岳之助 第1作「真実の合奏」（1989年） - 塩川邦夫
  - 森村誠一の結婚株式会社（1990年） - 黒田
  - 女監察医・室生亜季子 第9作「震える川」（1990年） - 阿部大三
  - 森村誠一の怒りの樹精（1992年）
  - 長い導火線（1992年）
  - 女弁護士・高林鮎子→弁護士・高林鮎子
    - 第11作「能登に消えた女」（1993年） - 河辺和幸
    - 第27作「京都保津狭殺意の急流」（2000年） - 古屋部長刑事

  - 平成六年の大不幸（1994年）
  - おかしな夫婦（1996年） - 織田一矢
- 長七郎江戸日記 第1シリーズ（NTV / ユニオン映画）
  - 第24話「活鯛献上始末記」（1984年） - 弥助
  - 第65話「たった一度のあやまち」（1985年） - 常吉
- 月曜ドラマランド / いじわる看護婦（1984年、CX）
- 暴れ九庵 第20話「雨やどり」（1985年、KTV / 東宝） - 宇之吉
- 新大型時代劇 / 真田太平記 第10話「惜別の章」、第11話「小田原攻め」（1985年、NHK） - 北条氏直
- 遠山の金さん 第1シリーズ （ANB / 東映）※高橋英樹版
  - 第132話「結婚願望・恋に恋した女!」（1985年）- 新三郎
  - 第141話「悪魔の囁き・恋三味線の女!」（1985年） - 伊助
- ああ嫁姑 / 姑の本心 （1985年、MBS）
- 刑事物語'85 最終話「金! 悪徳商法の陰にいた女」（1985年、NTV / ユニオン映画） - 平野
- 誇りの報酬 第6話「俺たち横浜定期便」（1985年、NTV / 東宝） - 西本
- 赤かぶ検事奮戦記IV 第6話「破戒尼殺し」（1985年、ABC / 松竹） - 長沢広之
- 夏樹静子サスペンス / 睡魔（1986年、KTV）
- 愛の嵐（1986年、THK / 泉放送制作）[15] - 三枝文彦
- 裸の大将放浪記 第19話「清とお化けと夏祭り」（1986年、CX / 東阪企画） - 矢作
- ドラマ・女の手記 / 女子刑務官物語（1986年、TX）
- 山村美紗サスペンス / 虹への疾走（1986年、KTV）
- 水曜ドラマスペシャル→月曜ドラマスペシャル→月曜ミステリー劇場（TBS）
  - マル秘 女保険調査員（1986年）
  - 小池真理子サスペンス 姥捨ての街（1994年） - 及川義彦
  - 上条麗子の事件推理 第3作「死を呼ぶ遺産相続」（2003年） - 刑事課長
  - 流れ星お銀!事件解決いたします 第3作「小京都・金沢殺人街道」（2003年） - 明智満昭
- 年末時代劇スペシャル（NTV）
  - 白虎隊（1986年） - 永倉新八
  - 田原坂（1987年） - 池辺吉十郎
  - 五稜郭（1988年） - 松岡磐吉
- おんな風林火山 第16話「戦場に散った恋」（1987年、TBS） - 明智光秀
- 銭形平次 第6話「三軒長屋殺人事件」（1987年、NTV）
- 痛快!婦警候補生やるっきゃないモン! 第12話「初体験! 燃えて捜査妨害」 （1987年、ANB）
- 若大将天下ご免! 第21話「求む、幽霊の用心棒!」（1987年、ANB） - 伊之助
- 血の花（1987年、MBS）
- 大都会25時 第14話「よみがえる殺意! 復讐はタンゴにのって」（1987年、ANB）
- あきれた刑事 第1話「悪人志願」（1987年、NTV） - 松山
- 華の嵐（1988年、THK） - 片岡元
- 三匹が斬る! 第17話「人妻の涙 甘いか しょっぱいか」（1988年、ANB） - 篠塚外記
- 大岡越前（TBS）
  - 第10部 第6話「弱者に誓う大岡裁き」（1988年） - 小出京四郎
  - 第13部 第11話「情けに泣いたお役者小僧」（1993年） - 利之助
- NEWジャングル 第15話「俺たちのアダウチ」（1988年、NTV） - 中屋昇一
- はぐれ刑事純情派（ANB）
  - 第1シリーズ 第6話「安浦刑事逮捕さる!」（1988年） - 山名克彦
  - 第3シリーズ 第24話「女装した刑事 母親になった男」（1990年）
  - 第6シリーズ 第21話「転職を勧める女・若い愛人の罠」（1993年）
- 名奉行 遠山の金さん（ANB）
  - 第1シリーズ 第9話「正当防衛の男?」（1988年） - 清七
  - 第5シリーズ（1993年）
    - 第4話「無実の罪に泣く女」 - 水野精十郎
    - 第16話「獄門台から逃れた男と女」 - 焼津の千吉

  - 第6シリーズ 第9話「女、霧の中の殺意」（1994年） - 肥前屋佐兵衛
  - 第7シリーズ 第12話「消えた五千両!棺桶を作る女」（1995年） - 香取又十郎
- 電脳警察サイバーコップ（1988年 - 1989年、NTV） - バロン影山
- 水曜グランドロマン / 用心棒日月抄（1989年、NTV） - 石黒滋之丞
- 鬼平犯科帳（CX） ※中村吉右衛門版
  - 第1シリーズ 第23話「用心棒」（1989年） - 文六
  - 第5シリーズ 第5話「消えた男」（1994年） - 笹熊の勘蔵
- 男と女のミステリー→金曜エンタテイメント→金曜プレステージ（CX）
  - 京都グルメ旅行殺人事件（1989年）
  - 鞍馬天狗（2001年） - 青山新二郎
  - 浅見光彦シリーズ 第39作「遺骨」（2011年） - 岡溝隆志
- 燃えよ剣（1990年、TX） - 藤堂平助
- 刑事貴族シリーズ（NTV）
  - 刑事貴族 第1話「その時、狼は目覚めた」（1990年） - ジョージ・オガタ
  - 刑事貴族2 第40話「本城の休息」（1992年） - 竹田英彦
- ザ・刑事 第19話「覗かれた危険な密会」（1990年、ANB） - 秋元勇
- 八百八町夢日記 第2シリーズ 第2話「私が惚れた男」（1991年、NTV） - 政五郎
- 芸者小春の華麗な冒険 第7話「子連れ絵描きが子を捨てた!」（1991年、ANB） - 小山徳二
- 華の誓い（1991年、THK） - 梅木堅吾
- 怪奇千夜一夜物語 / 呪いの家（1991年、TBS） - 主演
- 徳川無頼帳 第7話「危うし吉原・阿片の罠」（1992年、TX）
- 月曜・女のサスペンス / 通勤新幹線替玉事件（1992年、TX） - 斎藤
- 俺たちルーキーコップ 第11話「大発奮」（1992年、TBS） - 玉置信夫
- さすらい刑事旅情編V 第3話「走る密室・寝台特急出雲から消えた花嫁」（1992年、ANB）
- 将軍家光忍び旅II 第16話「軽井沢、旗本五千石を敵と狙う女」（1993年、ANB） - 有田泉十郎
- ラスト・フレンド（1993年、THK）
- 銭形平次（CX） ※北大路欣也版
  - 第3シリーズ 第8話「覗かれた手紙」（1993年） - 官兵衛
  - 第4シリーズ 第11話「奇妙な約束」（1994年） - 梅吉
- TBS大型時代劇スペシャル / 大忠臣蔵（1994年、TBS） - 近松勘六
- 江戸を斬るVIII 第10話「仇討志願の若旦那」（1994年、TBS） - 板倉源十郎
- 静かなるドン 第6話「三代目の怒り爆発」（1994年、NTV）
- はぐれ医者・お命預かります! 第5話「妻売る侍」（1995年、ANB） - 高山大九郎
- 刑事追う! 第20話「痣」（1996年、TX）
- 八丁堀捕物ばなし 第2シリーズ 第3話「二つの絆」（1996年、CX）
- 将軍の隠密!影十八 第11話「悪徳の華・裏切りの婚約者」（1996年、ANB）
- さむらい探偵事件簿 第3話「嘘つき天使の夢芝居」（1996年、NTV） - 浜田屋
- 大江戸弁護人・走る! 第13話「離縁 手首の傷を隠す女」（1996年、テレビ朝日） - 玉木屋（越後むしくのしんすけ） 役
- 木曜時代劇 / 快刀!夢一座七変化 第5話「結婚直前のら致!!」（1996年、ANB） - 大垣源内
- 徳川の女〜家康の長女亀姫の闘い（1997年、TX）
- 砂の城（1997年、THK） - 磐城雄一
- 荒木又右衛門 愛と友情・涙の仇討ち（1997年、CX） - 河合又五郎
- 御家人斬九郎 第2シリーズ 第9話「駆け込み」（1997年、CX） - 都築清四郎
- 剣客商売（CX）
  - 第1シリーズ 第7話「箱根細工」（1998年、CX） - 房吉
  - 第4シリーズ 第7話「騙された男」（2003年） - 高橋又十郎
- はみだし刑事情熱系 PART3 第4話「女系家族の復讐! 消えた逃走車の謎」（1998年、ANB） - 安藤裕一
- ウルトラマンダイナ 第35話「滅びの微笑（前編）」、第36話「滅びの微笑（後編）」（1998年、MBS） - ヒノダ所長（PWI）
- 南町奉行事件帖 怒れ!求馬II 第8回「変装大作戦」（1999年、TBS） - 柴田陣四郎
- 隠密奉行朝比奈 第2シリーズ 第7話「姫路城 吉原から来た側室」（1999年、CX） - 松田蔵人
- 八丁堀の七人（ANB→EX）
  - 第1シリーズ 第5話「悪女が歌う子守唄! 嘘の涙に隠された秘密…」（2000年） - 片桐新之助
  - 第3シリーズ 第3話「写楽殺し! 地獄絵図の女」（2002年） - 伊平次
  - 第6シリーズ 第6話「人妻の秘密? 奉行所の中で殺人が…」（2005年） - 柴山徳右衛門
- 女同士（2000年、THK）
- 大江戸を駈ける! 第3話「明日なき暴走（元鳥越）」（2000年、TBS） - 升造
- レッド Red 〜運命の赤い髪〜（2001年、THK） - 片瀬光彦
- 女と愛とミステリー→水曜ミステリー9（TX）
  - 絆（2002年） - 坂本（新聞記者）
  - 不倫調査員・片山由美 第12作「黒の環状線」（2012年） - 宮下智春
- 夜桜お染 第3話「姫君と浪人」（2003年、CX） - 佐吉
- 川、いつか海へ 3夜（2003年、NHK） - 三村
- 牡丹と薔薇（2004年、THK） - 野島泰造
- 偽りの花園（2006年、THK） - 早瀬川煕道 伯爵
- ドラマW / 黒い春（2007年、WOWOW）
- ザ・決断!国民の審判 政界シミュレーションドラマ（2007年、TX） - 中川秀直
- 日本史サスペンス劇場 特別版 / 東大落城 安田講堂36時間の攻防戦…40年の真相（2009年、NTV）
- 土曜時代劇 / 隠密八百八町 第1話「その男、又十郎」（2011年、NHK） - 立花征蔵
- 相棒 Season 10 第15話「アンテナ」（2012年、EX） - 佐々木辰人
- 特別ドキュメンタリードラマ / 3.11 その日、石巻で何が起きたのか〜6枚の壁新聞（2012年、NTV）
- BS時代劇 / 酔いどれ小籐次（2013年、NHK-BSP） - 岡部長貴
- 新・牡丹と薔薇（2015年 - 2016年、THK） - 長谷川梅鳳

### 映画
- バツグン女子高校生 16才は感じちゃう（1970年、東宝） - 牧野
- その人は女教師（1970年、東宝） - 内田則明
- 大空のサムライ（1976年、東宝） - 庄司[16]
- サーキットの狼（1977年、東映） - 早瀬左近
- 人間の骨（1978年、『人間の骨』映画プロダクション） - 主演・吉田豊道
- 戦国自衛隊（1979年、東宝） - 関おさむ
- 遥かなる走路（1980年、松竹） - 豊田英二
- 積木くずし（1983年、東宝） - 酒巻
- 刑事物語2 りんごの詩（1983年、東宝） - 佐藤正夫
- 空海（1984年、東映） - 伊豫親王
- 湾岸道路（1984年、東映） - 斉藤
- 姐御（1988年、東映） - 片山
- 疵（1988年、東映） - 田代
- もっともあぶない刑事（1989年、東映） - 北野和夫
- 本気!（1991年、東映） - 長谷川
- 修羅場の人間学（1993年、東映）
- 熱血ゴルフ倶楽部（1994年、パル企画）
- 集団左遷（1994年、東映）
- BAD GUY BEACH（1995年、アルゴ・ピクチャーズ） - 弁護士
- リストラ代紋 史上最強の公務員（1996年、クリエイティブアクザ） - 石山律雄
- 俺は、君のためにこそ死ににいく（2007年、東映）
- 犯行声明〜白狼たちの挽歌〜（2007年、ネットアクト）
- 遺体 明日への十日間（2013年、ファントム・フィルム）

### オリジナルビデオ
- マドンナの復讐（1991年、沢井プロダクション）
- DANGER POINT 地獄への道（1991年、東映ビデオ）
- ホラーハウスVol.2 夢邪気・覚めない悪夢（1992年、大陸書房）
- なまたまご（1993年、アスク講談社）
- くノ一忍法帖IV 忠臣蔵秘抄（1995年、キングレコード） - 堀部安兵衛
- 安藤組外伝 郡狼の系譜3（1999年、東映ビデオ）
- いのち輝いて（2001年、シナノ企画） - 和田春彦
- 黒いパートナー（2009年、警視庁） ※防犯啓発用DVD

### 舞台
- 鬼の宴（1976年）
- リア王（1990年、夜想会）
- 同期の桜（1995年、夜想会） - 主演
- 草原の恋歌 -若き日のジンギスカン-（1997年、明治座） - カッサル
- あれ? 誰かが私を呼んでいる。（1998年） - 主演
- 遥かなる都（2001年、夜想会） - 平知盛
- 墓場なき死者（2003年、夜想会） - カノリス
- 五月の夢（2004年、サクセスプロモーション） ※兼演出
- 誰かの星空（2004年、サクセスプロモーション）
- 次郎長外伝 血煙閻魔堂（2005年、K'S PRODUCE） - 身請山鎌太郎
- 同期の桜（2005年、夜想会）
- 暴れん坊将軍（2006年、新歌舞伎座） - 松平頼雄
- 遠山の金さん（2007年、新歌舞伎座） - 千吉
- 俺は、君のためにこそ死ににいく（2008年・2009年、夜想会） - 大西瀧次郎
- ハツカネズミと人間（2011年、ALL ACT COMPANY）
- 元禄ヨシワラ心中（2012年、「元禄ヨシワラ心中」制作委員会） - 天野玄沢
- 映画に出たい!（2014年、Musubi Works）
- 横浜グラフィティ（2015年、オフィス35）
- 街角〜消えゆく街、最後に起きたささやかな奇跡〜（2016年、シアターグリーン）

### ラジオドラマ
- FMシアター / キジムナーのいた夏（2000年、NHK-FM） - 石嶺康介

### その他
- 霊感ヤマカン第六感（ABC） - 解答者（準レギュラー）